# بیزلیز پوینت (نیوجرسی)
بیزلیز پوینت (به انگلیسی: Beesley's Point) یک منطقهٔ مسکونی در ایالات متحده آمریکا است که در شهرستان کیپ می، نیوجرسی واقع شده‌است. بیزلیز پوینت ۹٫۱۴ متر بالاتر از سطح دریا واقع شده‌است.